# Concesio
Concesio es una localidad y comune italiana de la provincia de Brescia, región de Lombardía, con 14.662 habitantes.

## Evolución demográfica
| Gráfica de evolución demográfica de Concesio entre 1861 y 2001 |
|                                                                |
| Fuente ISTAT - elaboración gráfica de Wikipedia                |

## Personajes Ilustres
- Giovanni Battista Montini, papa Pablo VI.